# ازدواج به سبک وایکیکی
ازدواج به سبک وایکیکی (انگلیسی: Waikiki Wedding) فیلمی آمریکایی در سبک موزیکال به کارگردانی فرانک ترتل است که در سال ۱۹۳۷ منتشر شد. از بازیگران آن می‌توان به بینگ کرازبی، مارتا ری، و شرلی راس اشاره کرد.